# Спелман, Корнелис
Корнелис Янсон Спелман (нидерл. Cornelis Janzoon Speelman; 2 марта 1628, Амстердам — 11 января 1684, Батавия) — четырнадцатый генерал-губернатор Голландской Ост-Индии (1681—1684).

## Биография
Корнелис Спелман родился 12 марта 1628 года в семье роттердамского купца. В возрасте 16 лет приехал в Индию на корабле «Хиллегерсберг» (нидерл. Hillegersberg), служил в Голландской Ост-Индской компании в качестве ассистента (нидерл. assistent. В 1645 году он прибыл в Батавию — административный центр Голландской Ост-Индии, где с 1648 года служил бухгалтером (нидерл. boekhouder), а с 1649 года — младшим купцом (нидерл. onderkoopman). Позже он был назначен секретарём (нидерл. secretaris) Совета Индии (нидерл. Raad van Indië).
Вместе с нидерландским послом Джоаном Кунаеусом (нидерл. Joan Cunaeus) он совершил путешествие в Персию, где был встречен шахом Аббасом II. Позже Спелман написал отчёт об этом путешествии. В конце 1652 года, ещё до завершения своей персидской миссии, он получил ранг купца (нидерл. koopman). После возвращения в Батавию, он стал де-факто исполняющим обязанности главного бухгалтера (нидерл. boekhouder-generaal), а в 1657 году официально занял эту должность. В это время он женился на пятнадцатилетней Петронелле Марие Вондераер (нидерл. Petronella Maria Wonderaer). В 1659 году он стал главой канцелярско-административного отдела компании (нидерл. kapitein over de compagnie pennisten), а в 1661 году был назначен шепеном (олдерменом) Батавии (нидерл. schepen van Batavia).
12 июня 1663 года Спелман был назначен губернатором Голландского Коромандельского берега, однако два года спустя руководство компании — так называемые Семнадцать господ (нидерл. Heren XVII) —сняло его с этого поста по обвинению в незаконной частной торговле. Проступок Спелмана состоял в том, что он купил бриллиант для своей жены, а затем перепродал его по более высокой цене, сославшись на то, что подарок жене не понравился. На суде, который состоялся в Батавии, он был приговорён к полутора годам заключения и штрафу в 3000 гульденов. В 1666 году он был назначен адмиралом и начальником нидерландской экспедиции в Макасар. 18 ноября 1667 года при его активном участии был заключён Бонграйский договор (нидерл. Bongaais Treaty). В том же году он был назначен специальным уполномоченным (нидерл. commissaris) на Амбоне, Банда и Тернате, а также чрезвычайным советником (нидерл. raad extra-ordinaris) Совета Индии. В 1669 году участвовал в новой экспедиции в Макасар, в результате которой эта территория была присоединена к владениям Голландской Ост-Индской компании; за успех этой экспедиции он был награждён золотой цепочкой и медальоном.
23 марта 1671 года Спелман стал действительным советником Совета Индии. В следующем году он был назначен адмиралом нидерландского флота, посланного против французов. В декабре 1676 года возглавил экспедицию в Центральную Яву, посланную на помощь султану Матарама. В конце 1677 года он был отозван в Батавию, и 18 января 1678 года назначен Первым консультантом и генеральным директором Индии (нидерл. Eerste Raad en Directeur-Generaal van Indië). В том же году он стал президентом колледжа ван Шепенена (нидерл. College van Schepenen) в Батавии. 29 октября 1680 года назначен генерал-губернатором, 25 ноября 1681 года вступил в должность, сменив Рейклофа ван Гунса. Во время правления Спелмана был окончательно завоёван и присоединён к землям компании султанат Тернате; также был покорён город Бантам. Корнелис Спелман скончался 11 января 1684 года в Батавии, его преемником стал Йоаннес Камфейс.